# حملة باراك أوباما الرئاسية عام 2008
أُعلن عن حملة باراك أوباما الرئاسية لعام 2008 -كان آنذاك عضوًا حديث العهد في مجلس الشيوخ الأمريكي عن إلينوي- في 10 فبراير 2007، في سبرينغفيلد، إلينوي. بعد الفوز بأغلبية المندوبين في الانتخابات التمهيدية للحزب الديمقراطي لعام 2008، أعلنت الحملة في 23 أغسطس أن عضو مجلس الشيوخ جو بايدن عن ولاية ديلاوير سيكون نائب المرشح الرئاسي. في المؤتمر القومي الديمقراطي لعام 2008 في 27 أغسطس، اختير باراك أوباما رسميًا كمرشح عن الحزب الديمقراطي لرئاسة الولايات المتحدة في عام 2008. كان أول أمريكي من أصل أفريقي يترشح على بطاقة حزب رئيسي في التاريخ.
في 4 نوفمبر 2008، هزم أوباما المرشحَ الجمهوري، السيناتور جون ماكين عن ولاية أريزونا، وأصبح الرئيس المنتخب وأول رئيس أمريكي منتخب من أصل أفريقي. وكان ثالث عضو يشغل كرسيه في مجلس الشيوخ الأمريكي يُنتخب رئيسًا بعد وارن هاردينغ وجون كينيدي. بعد تصويت المجمع الانتخابي في 15 ديسمبر 2008، ومن ثم مصادقة الكونغرس الأمريكي عليه في جلسة مشتركة عُقدت في 8 يناير 2009، انتُخب باراك أوباما رئيسًا للولايات المتحدة وجو بايدن نائبًا لرئيس الولايات المتحدة، بـ 365 ناخبًا من أصل 538.

## نهاية الانتخابات التمهيدية
في 3 يونيو 2008، بعد الانتخابات التمهيدية في مونتانا وداكوتا الجنوبية، حصل أوباما على عدد كافٍ من المندوبين لانتزاع ترشيح الحزب الديمقراطي لرئاسة الولايات المتحدة. تجاوز خصمُه الجمهوري جون ماكين في الانتخابات العامة عتبةَ المندوبين المطلوبة ليصبح المرشح الواضح عن حزبه في 4 مارس. في 7 يونيو، اعترفت هيلاري كلينتون -المنافسة المتبقية لأوباما في سعيها للحصول على ترشيح الحزب الديمقراطي- بالهزيمة وحثت أنصارها على دعم أوباما. بعد حفل العشاء في 26 يونيو الذي شجع فيه أوباما جامعي التبرعات على التبرع لحملة كلينتون المثقلة بالديون، نظّم أوباما وكلينتون أول حدث لهما معًا بعد الانتخابات التمهيدية في يونيتي، نيوهامبشير في 27 يونيو. على مدى أول أسبوعين من يوليو، أدارت الحملة جدولًا حافلًا بأحداث جمع التبرعات بالاستناد إلى المتبرعين السابقين لحملة كلينتون. التُقطت صورٌ لأوباما بشكل استراتيجي مع الخبيرَين الماليين وارن بافت وبول فولكر ليدرك الجمهور أنه على اطلاع بما يحدث داخل وول ستريت.

## زميله في السباق الرئاسي
كان زميل أوباما في السباق الرئاسي موضع تكهنات منذ نهاية الانتخابات التمهيدية. اعتبارًا من أغسطس 2008، تضمنت بعض الخيارات الأكثر شيوعًا لمنصب نائب الرئيس -على سبيل المثال لا الحصر- السيناتور عن نيويورك هيلاري كلينتون والسيناتور عن ولاية ديلاوير جو بايدن والسيناتور عن ولاية إنديانا إيفان بايه وحاكم ولاية كانساس كاثلين سيبيليوس وحاكم ولاية فرجينيا تيم كين والجنرال المتقاعد ووزير الخارجية السابق كولين باول وحاكم ولاية نيو مكسيكو بيل ريتشاردسون والجنرال المتقاعد ويسلي كلارك.
في 21 أغسطس 2008، أعلن أوباما أنه اختار زميله في السباق الرئاسي، لكنه لن يكشف عن هويته حتى 23 أغسطس. شجعت حملة أوباما المؤيدين على التسجيل في نظام الرسائل النصية الذي من شأنه أن يُعلمهم لحظة إعلان اختياره.
في 22 أغسطس، رصدت كي إم بي سي نيوز في مدينة كانساس ملصقات مصدّ سيارة لبطاقة «أوباما / بايه ʼ08» كانت تُطبع في ينيكسا، كانساس. ذكرت ثلاثة مصادر قريبة من مطبعة محلية أنه يتم إنتاج مثل هذه المواد. انتشرت صورة الملصق على الإنترنت. لكن إن بي سي نيوز نقلت في وقت لاحق عن مصادر تقول إن حملة أوباما أبلغت بايه أن الاختيار لم يقع عليه. وفقًا لتقرير نشرته أسوشيتد برس في مساء ذات اليوم، اختير جو بايدن مرشحًا لأوباما. أُكّد تقرير وكالة أسوشيتد برس بعد ذلك بعدة ساعات في 23 أغسطس على موقع حملته الرسمي وبالرسائل النصية الجماعية المرسَلة إلى المؤيدين. اختار أوباما بايدن ليكون نائب الرئيس لثلاثة أسباب: بإمكانه استيعاب الأمريكيين ذوي الياقات الزرقاء (فهو في الأصل من بنسلفانيا التي يُقال إنها ولاية ذوي الياقات الزرقاء)؛ ولديه العديد من العلاقات في كابيتول هيل؛ ويحظى بعلاقات شخصية في السياسة الخارجية أكثر من أوباما.

## الأحداث الكبرى

### جولته في الشرق الأوسط وأوروبا
في يوليو 2008، سافر أوباما إلى الكويت وأفغانستان والعراق والأردن والضفة الغربية وإسرائيل وألمانيا وفرنسا وبريطانيا. التقى خلال هذه الرحلة مع قادة دوليين متنوعين، من ضمنهم الرئيس الأفغاني حامد كرزاي، ورئيس الوزراء العراقي نوري المالكي، والعاهل الأردني الملك عبد الله الثاني، والرئيس الفلسطيني محمود عباس، ورئيس الوزراء الإسرائيلي إيهود أولمرت، والمستشارة الألمانية أنجيلا ميركل، والرئيس الفرنسي نيكولا ساركوزي، ورئيس الوزراء البريطاني غوردون براون، ورئيس الوزراء البريطاني السابق توني بلير وزعيم المعارضة المحافظة ديفيد كاميرون.
في 24 يوليو 2008، ألقى أوباما كلمةً عند عمود النصر في برلين أمام حشد يتراوح عدده بين 200,000 إلى 240,000 شخص.

### المناظرات الرئاسية
عُقدت ثلاث مناظرات رئاسية بين أوباما وماكين. لم يُدعَ أي مرشح عن حزب ثالث أو مرشح مستقل للانضمام إلى إحدى المناظرات، إذ كان أوباما وماكين المرشحَين الوحيدين على ورقة الاقتراع في جميع الولايات الخمسين وقطاع كولومبيا. اقترحت لجنة المناظرات الرئاسية أن تكون اثنتان من المناظرات الثلاث التي مدة كل منها 90 دقيقة في شكل جلسة حوارية غير رسمية بينما تكون المناظرة الثالثة في شكل لقاء مفتوح يسمح لكلا المرشحين بالتجول، فوافق المرشحان على ذلك.
- عُقدت المناظرة الرئاسية الأولى يوم الجمعة 26 سبتمبر 2008 في جامعة ميسيسيبي، أكسفورد، ميسيسيبي. أخذت هذه المناظرة شكل المناظرة التقليدية.
- عُقدت المناظرة الرئاسية الثانية يوم الثلاثاء، 7 أكتوبر 2008، في جامعة بلمونت في ناشفيل، تينيسي. عُقدت هذه المناظرة في شكل لقاء مفتوح.
- عُقدت المناظرة الرئاسية الثالثة يوم الأربعاء، 15 أكتوبر 2008، في جامعة هوفسترا في همبستيد، نيويورك. عُقدت هذه المناظرة في شكل جلسة حوارية.

في 4 يونيو، اقترح جون ماكين سلسلة من عشرة لقاءات مفتوحة مشتركة مع أوباما حيث يمكن للإثنين التحاور مع بعضهما. وافق أوباما في البداية من حيث المبدأ على الفكرة، لكنه رفض لاحقًا اقتراح ماكين، واقترح بدلًا من ذلك لقاءً مفتوحًا واحدًا في عطلة يوم الاستقلال وأربعة لقاءات مشتركة على شكل مناظرة تقليدية. قال هانك بولسون، وزير الخزانة للرئيس بوش، إن استيعاب أوباما للأزمة المالية واسع اتساع «الليل والنهار» مقارنة باستيعاب ماكين. تزعزعت ثقة ماكين كثيرًا عندما شكّك أوباما في أفكاره بشأن الأزمة المالية في اجتماع عُقد في 25 سبتمبر في البيت الأبيض مع بوش وأعضاء آخرين في الكونغرس. لم يقدّم ماكين أي اقتراحات بشأن ما سيفعله لإصلاح الاقتصاد، لا سيما خطة هنري بولسون لإنقاذ القطاع المصرفي التي تبلغ تكلفتها 700 مليار دولار وتتألف من ثلاث صفحات لم يقرأها ماكين وبوش. تصاعدت ثقة أوباما من هذه النقطة التي كانت نقطة تحول في الحملة. تبع تلك الخسارة في سوق الأوراق المالية هبوطٌ أكبر بنسبة −7.0% في 29 سبتمبر 2008.
في 24 سبتمبر 2008، بعد بداية الأزمة المالية 2008، أعلن ماكين أنه سيعلق حملته من أجل العودة إلى واشنطن للمساعدة في صياغة حزمة إنقاذ بقيمة 700 مليار دولار للقطاع المالي المضطرب، وذكر أنه لن يناظر أوباما حتى يمرر الكونغرس مشروع قانون الإنقاذ. على الرغم من اتخاذ ماكين هذا القرار، تم تصويره على أنه لا يؤدي دورًا مهمًا في مفاوضات النسخة الأولى من مشروع القانون الذي لم يحصل على العدد المطلوب من الأصوات لتمريره في مجلس النواب. قرّر في النهاية حضور المناظرة الرئاسية الأولى في 26 سبتمبر، على الرغم من عدم اتخاذ الكونغرس إجراء فوريًا بشأن مشروع القانون. استُغل عجز ماكين في المفاوضات وتراجعه عن قرار عدم حضور المناظرات لتصويره على أنه متقلّب في ردة فعله على الاقتصاد. بعد أيام، مرّر كل من مجلس النواب ومجلس الشيوخ نسخة ثانية من مشروع قانون الإنقاذ الأصلي وصوّت أوباما وزميله في السباق الرئاسي جو بايدن وماكين لصالح الإجراء (صوّتت هيلاري كلينتون لصالحه أيضًا).